# Spoorlijn Maubeuge - Fourmies
De Spoorlijn spoorlijn Maubeuge - Fourmies is een Franse spoorlijn die Maubeuge met Fourmies verbond. De lijn is 40,6 km lang en heeft als lijnnummer 240 000.

## Geschiedenis
Het gedeelte tussen Maubeuge en Ferrière-la-Grande is in 1859 geopend door de Société des établissements métallurgiques de Ferrière-la-Grande voor het vervoer van goederen naar de hoogovens in Ferrière-la-Grande. In 1871 werd de lijn verlengd naar Fourmies.
In 1969 werd lijn gesloten voor personenvervoer nadat er nog maar drie treinen per dag per richting reden. Plannen om de lijn te gebruiken als toeristische spoorlijn zijn niet succesvol geweest en uiteindelijk werd het gedeelte tussen Ferrière-la-Grande en de steengroeve Bocahut in 1996 opgebroken. Thans is de bedding ingericht als fietsroute. Alleen het gedeelte tussen Fourmies en de steengroeve te Glageon nog in gebruik voor goederen, tussen Maubeuge en Ferrière-la-Grande is de lijn buiten gebruik, de rest is opgebroken.

## Aansluitingen
In de volgende plaatsen is of was er een aansluiting op de volgende spoorlijnen:
Maubeuge
RFN 242 000, spoorlijn tussen Creil en Jeumont
Ferrière-la-Grande
RFN 241 000, spoorlijn tussen Ferrière-la-Grande en Cousolre
Sars-Poteries
RFN 239 000, spoorlijn tussen Avesnes en Sars-Poteries
Fourmies
RFN 267 000, spoorlijn tussen Fives en Hirson